# Мавдрыки
Мавдрыки (укр. Мавдрики) — село в Добросинско-Магеровской сельской общине Львовского района Львовской области Украины.
Население по переписи 2001 года составляло 159 человек. Занимает площадь 4,1 км². Почтовый индекс — 80335. Телефонный код — 3252.